# Francesco Maurizio Gonteri
Francesco Maurizio Gonteri (francese: François-Maurice Gontieri o Gontier; Torino, 3 aprile 1659 – Avignone, 12 maggio 1742) è stato un arcivescovo cattolico e politico italiano.

## Biografia

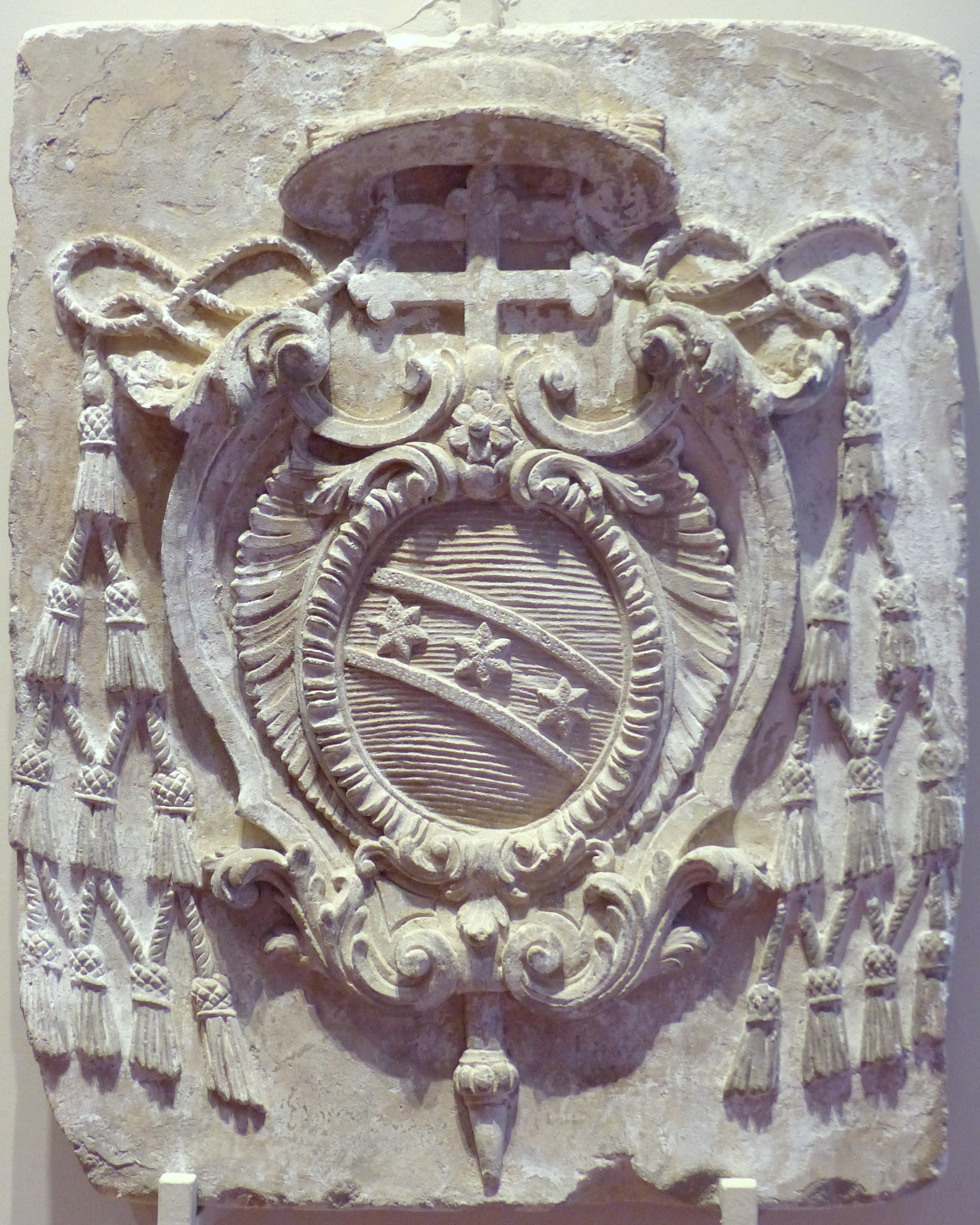
Museo Calvet (Avignone), stemma Gonteri

Francesco Maurizio Gonteri proveniva dalla stirpe dei conti Canillac. Nato a Torino, capitale degli Stati di Savoia, fu destinato alla carriera ecclesiastica. Ordinato sacerdote nel 1692, fu primo governatore di diverse città o province dello Stato Pontificio e decano dei consultori del Sant'Uffizio, prima che papa Clemente XI lo nominasse arcivescovo di Avignone nel 1705. Fu consacrato a Roma nella chiesa della Congregazione di Propaganda Fide dal cardinale Fabrizio Paolucci. Prese possesso dell'arcidiocesi per delega il 21 settembre 1705 e di persona il 25 settembre. Fu nominato Assistente al Soglio Pontificio il 1º novembre 1705, incarico che svolse anche dal 1725 al 1742.
Fu anche per tre volte vice-legato pontificio ad Avignone: nel 1706, dal 1717 al 1719 e infine nel 1731. Convocò un sinodo il 18 maggio 1709 e il 28 ottobre 1725 un consiglio provinciale con i vescovi del Contado Venassino, i suoi suffraganei di Carpentras, di Cavaillon e di Vaison. Lasciò il ricordo della sua grande devozione durante la peste del 1720-1721. Papa Benedetto XIII gli concesse la carica ereditaria di primicerio dell'Università di Avignone. Morì ad Avignone nel 1742 e fu sepolto nella cattedrale.

## Genealogia episcopale e successione apostolica
La genealogia episcopale è:
- Cardinale Scipione Rebiba
- Cardinale Giulio Antonio Santori
- Cardinale Girolamo Bernerio, O.P.
- Arcivescovo Galeazzo Sanvitale
- Cardinale Ludovico Ludovisi
- Cardinale Luigi Caetani
- Cardinale Ulderico Carpegna
- Cardinale Paluzzo Paluzzi Altieri degli Albertoni
- Cardinale Gaspare Carpegna
- Cardinale Fabrizio Paolucci
- Arcivescovo Francesco Maurizio Gonteri

La successione apostolica è:
- Cardinale Raniero d'Elci (1731)